# Angus King
Angus Stanley King Jr. (født d. 31. marts 1944) er en amerikansk politiker, som har været senator for delstaten Maine siden 2013. Han var guvernør for staten i perioden 1995-2003. King har været politisk løsgænger siden 1993, hvor at han forlod Demokraterne. Han sidder dog sammen med Demokraterne i Senatet.

## Baggrund
King blev født i Alexandria, Virginia. Han flyttede fra Virginia til Maine kort efter han færdiggjorde sin uddannelse. Han har en uddannelse i jura fra University of Virginia School of Law.

## Politiske karriere

### Guvernør i Maine

#### Guvernørvalget i 1994
I 1993 annoncerede King, at han ville være kandidat til Guvernør i Maine. Dette var kort efter, at King havde forladt Demokraterne. Han vandt et meget tæt valg, da han fik 35% af stemmerne, imens Demokraternes kandidat Joseph E. Brennan fik 34%, Republikaneren fik 23% og kandidaten fra det Grønne Parti fik 6%. Maines valglov kræver ikke en majoritet, men en pluralitet, for at vinde, og King blev dermed valgt til guvernør.

#### Guvernørvalget i 1998
King blev genvalgt i 1998, denne gang med 59% af stemmerne. Han var guvernør frem til Januar 2003, men kunne ikke søge genvalg, da Maine kun tillader at side i to valgperioder.

### Senatet

#### Senatvalget i 2012
Efter næsten et årti udenfor politik, så vendte King tilbage, denne gang som kandidat til senatet, da den siddende senator Olympia Snow ikke ville søge genvalg. King vandt valget med 51% af stemmerne. Kort efter valget, annoncerede King, at han ville 'caucus' med Demokraterne, altså side med dem i senatet og i kongresudvalg.

#### Senatvalget i 2018
King blev genvalgt med 54% af stemmerne ved valget i 2018.